# Philipp Moritz (Hanau-Münzenberg)
Philipp Moritz von Hanau-Münzenberg (* 25. August 1605; † 3. August 1638 in Hanau) folgte seinem Vater in der Grafschaft Hanau-Münzenberg im Jahr 1612.

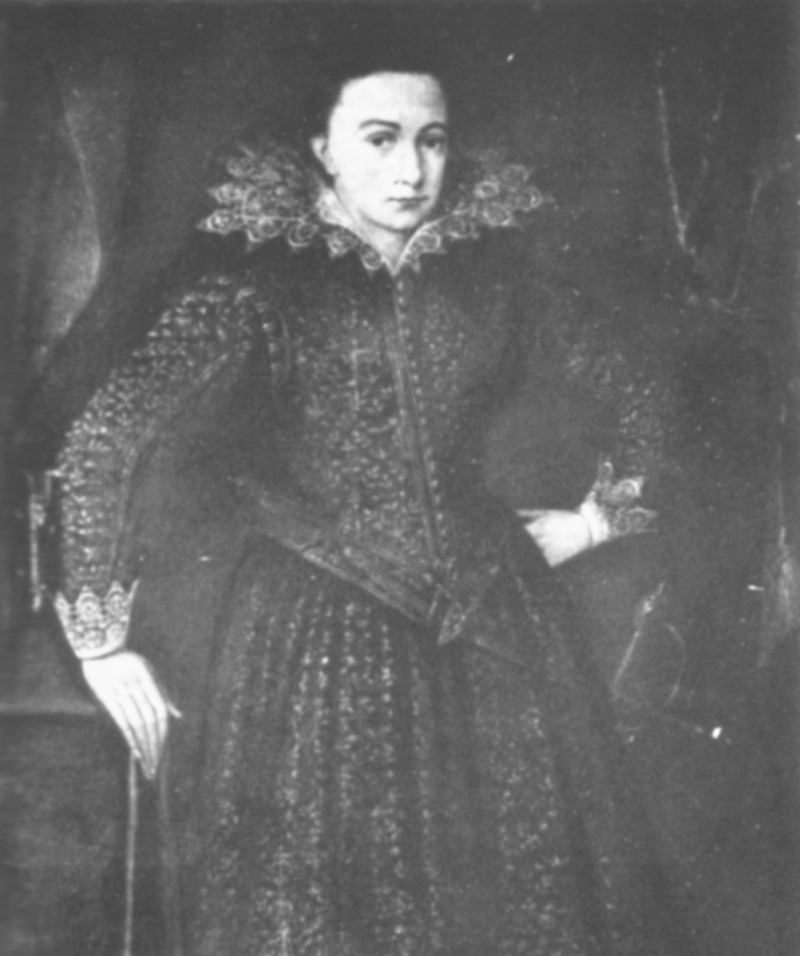
Graf Philipp Moritz von Hanau-Münzenberg.

## Kindheit und Jugend
Philipp Moritz wurde als Sohn des Grafen Philipp Ludwig II. von Hanau-Münzenberg und seiner Frau, Prinzessin Katharina Belgica (1578–1648), einer Tochter Wilhelms I. von Oranien-Nassau, des Schweigers, geboren.
Philipp Moritz war sieben Jahre alt, als er die Erbschaft seines Vaters antrat. Das Reichskammergericht bestätigte das Testament seines Vaters, in dem seine Mutter, Prinzessin Katharina Belgica von Nassau-Oranien, zum alleinigen Vormund und Regent der Grafschaft bestimmt worden war.
Mit acht Jahren wurde er auf die nach der Reformation im ehemaligen Kloster Schlüchtern eingerichtete Schule (heute: Ulrich-von-Hutten-Gymnasium) entsandt. Ab 1613 folgten Ausbildungsstationen in Basel (wo schon sein Großvater studiert hatte), in Genf und in Sedan.

## Familie
1626 kehrte er nach Hanau zurück und heiratete am 16. Dezember 1627 Prinzessin Sibylle Christine von Anhalt-Dessau. Aus dieser Ehe gingen hervor:
1. Sibylle Mauritania (* 2. November 1630; † 24. März 1631). Beigesetzt ist sie in der Familiengruft in der Marienkirche in Hanau. Die sterblichen Überreste wurden 1879 in einen neuen Sarg umgebettet, da der alte verrottet war.[1]
2. Adolphine (* 31. Oktober 1631; † 22. Dezember 1631). Getauft am 4. Dezember 1631. Taufpate war König Gustav II. Adolf von Schweden, für den stellvertretend Graf Reinhard von Solms handelte.[2]
3. Philipp Ludwig III. (1632–1641), folgte seinem Vater in der Regierung der Grafschaft Hanau-Münzenberg.
4. Johann Heinrich (* 3. Mai 1634[3]; † 28. Oktober 1634[4], in Metz). Johann Heinrich starb, während sich seine Familie auf der Flucht von Hanau in die Niederlande befand. Wegen der Kriegslage wurde er zunächst 1635 in Zweibrücken beigesetzt. Seine Mutter ließ, als das wieder möglich war, seine Leiche nach Hanau überführen und am 30. November 1638 in einem Zinnsarg der Familiengruft in der Marienkirche in Hanau beisetzen.
5. Louise Eleonore Belgica (* 3. März 1636 in Metz; † noch im gleichen Jahr in Den Haag, dort beigesetzt).[5]

## Regierung

### Ende der vormundschaftlichen Regentschaft
Die selbständige Regierung des Grafen Philipp Moritz begann mit einer heftigen Auseinandersetzung zwischen ihm und seiner Mutter, Gräfin Katharina Belgica, über die Beendigung der Vormundschaft und den Umfang und die Art ihrer Witwenversorgung. Seine Mutter wollte weiter mitregieren, auch noch nach seinem 25. Geburtstag, dem Datum für die Volljährigkeit nach Gemeinem Recht, trotz eines 1628 geschlossenen Vergleichs und eines Gutachtens der juristischen Fakultät der Universität Marburg. Philipp Moritz dagegen versuchte, seine Mutter aus der Regierung zu entfernen. Die beiden prozessierten deswegen sogar vor dem Reichskammergericht. Die gegenseitigen Umgangsformen waren rüde: Philipp Moritz setzte seine Mutter vor die Tür, entschädigte sie aber 1629 dafür. Zu einem ordnungsgemäßen Abschluss der Vormundschaft kam es nie. Andererseits gelang es Graf Philipp Moritz, den heftigen Streit, den sein Vater mit seinem jüngeren Bruder, Albrecht von Hanau-Münzenberg-Schwarzenfels, über Primogenitur und Apanage geführt hatte, nun mit dessen Sohn, Johann Ernst, beizulegen.

### Dreißigjähriger Krieg und Flucht
Dies auch, weil der Dreißigjährige Krieg näher rückte. Zuerst erreichten die Kaiserlichen die Stadt Hanau, und Philipp Moritz stellte sich in ihre Dienste, um das militärische Kommando in seiner Residenz behalten zu können. Er wurde zum Oberst ernannt und sollte drei Kompanien aufstellen. Als im November 1631 die Schweden Hanau besetzten, zog König Gustav II. Adolf von Schweden in Hanau ein. Philipp Moritz als kleiner Graf ohne politisches Eigengewicht wechselte die Seiten. Für Philipp Moritz als Reformierten dürfte die Wahl zwischen katholischem Kaiser und lutherischem König die zwischen Skylla und Charybdis gewesen sein. König Gustav II. Adolf ernannte ihn ebenfalls zum Oberst, diesmal eines schwedischen Regiments, und gab ihm für den Allianzwechsel aus vormals Kurmainzischem Besitz 1632 das Amt Orb sowie die ehemals Mainzer Teile an der ehemaligen Grafschaft Rieneck und an den Ämtern Partenstein, Lohrhaupten, Bieber und dem Freigericht Alzenau. Den Brüdern von Philipp Moritz, den Grafen Heinrich Ludwig (* 1609; † 1632) und Jakob Johann (* 1612; † 1636) schenkte er Stadt und Amt Steinheim, ebenfalls aus Mainzer Besitz. Als sich mit der Schlacht bei Nördlingen im September 1634 die Lage wieder zu Gunsten der römisch-katholischen Seite wendete, waren diese Gewinne selbstverständlich wieder verloren und ein erneuter Wechsel auf die katholische Seite unglaubwürdig. Dem Grafen und seiner Familie blieb nichts anderes als die Flucht, die sie erst nach Metz, dann über Châlons, Rouen und Amsterdam zur oranisch-nassauischen Verwandtschaft in Den Haag und Delft führte. Graf Philipp Moritz hinterließ in Hanau seinen jüngsten Bruder, Graf Jakob Johann, als Regenten, da dieser als politisch unbelastet galt.
Die hervorragend ausgebaute Festungsstadt Hanau war allerdings nach wie vor – und blieb es auch bis 1638 –durch General Jakob von Ramsay schwedisch besetzt, der von hier aus das Umland kontrollierte. Hans Jakob Christoffel von Grimmelshausen verarbeitete die schwedische Besatzungszeit Hanaus in seinem Schelmenroman Der abenteuerliche Simplicissimus. Auch Graf Jakob Johann verließ Hanau, nachdem er feststellen musste, dass General Ramsay alles unter seine Kontrolle gebracht hatte und ihn von jedem Einfluss ausschloss.

### Rückkehr aus dem Exil
1635 bis 1636 wurde Hanau erfolglos von kaiserlichen Truppen unter General Lamboy belagert. In der Belagerung bewährte sich das erst wenige Jahre zuvor errichtete, moderne Befestigungssystem. Tausende waren aus den umliegenden Ortschaften in die Stadt geflohen. Nach neunmonatiger Belagerung rückte im Juni 1636 ein Entsatzheer unter Landgraf Wilhelm V. von Hessen-Kassel (1627–1637) an und befreite die Stadt. Wilhelm V. von Hessen-Kassel war mit einer Schwester des Grafen Philipp Moritz, Amalie Elisabeth, verheiratet. Seitdem wurden jährlich Dankgottesdienste abgehalten, aus denen sich ab 1800 das Lamboyfest, eines der ältesten Volksfeste in Deutschland, entwickelte.
1637 gelang es Graf Philipp Moritz, sich mit dem neuen Kaiser Ferdinand III. auszusöhnen und wieder auf die römisch-katholische Seite zu wechseln. Er kehrte daraufhin am 17. Dezember 1637 nach Hanau zurück. General Ramsay aber blieb in der Festung Hanau und internierte den zurückkehrenden Grafen in dessen Stadtschloss in Hanau. Er machte sich offensichtlich Hoffnung darauf, in Hanau-Münzenberg den Grafen als Landesherr zu beerben.
Allerdings wurden die Schweden am 2./11. Februar 1638 durch einen militärischen Handstreich, getragen von befreundeten Grafen aus dem Wetterauer Grafenverein und durchgeführt von dem in Hanauer Diensten stehenden Major Johann Winter von Güldenborn, aus der Festung Hanau vertrieben und Graf Philipp Moritz wieder in die Regierung eingesetzt. General Ramsay wurde nun selbst verhaftet, nach Dillenburg gebracht, wo er eineinhalb Jahre später den Verletzungen, die er bei dieser Aktion erlitten hatte, erlag.

## Wissenswert
Graf Philipp Moritz war Mitglied der literarischen Fruchtbringenden Gesellschaft mit dem Gesellschaftsnamen Der Faselnde.

## Tod
Philipp Moritz verstarb am 3. August 1638. Er wurde in der von seinem Vater in der Marienkirche in Hanau errichteten Familiengruft bestattet.

## Ahnentafel
| Ahnentafel Graf Philipp Moritz von Hanau-Münzenberg | Ahnentafel Graf Philipp Moritz von Hanau-Münzenberg                                                              | Ahnentafel Graf Philipp Moritz von Hanau-Münzenberg                                                              | Ahnentafel Graf Philipp Moritz von Hanau-Münzenberg                                                                   | Ahnentafel Graf Philipp Moritz von Hanau-Münzenberg                                                                        | Ahnentafel Graf Philipp Moritz von Hanau-Münzenberg | Ahnentafel Graf Philipp Moritz von Hanau-Münzenberg |
| --------------------------------------------------- | --- | --- | --- | --- | --------------------------------------------------- | --------------------------------------------------- |
| Urgroßeltern                                        | Philipp III. von Hanau-Münzenberg (* 1526; † 1561) ⚭ Helena von Pfalz-Simmern (* 1532; † 1579)                   | Philipp IV. von Waldeck (* ; † ) ⚭ Jutta von Isenburg († 1564)                                                   | Wilhelm von Nassau-Dillenburg (* 1487; † 1559) ⚭ Juliana zu Stolberg (* 1506; † 1580)                                 | Louis III. de Bourbon, duc de Montpensier (* 1513; † 1582) ⚭ Jacqueline de Longwy Gräfin von Bar du Seine (* 1538; † 1561) |                                                     |                                                     |
| Großeltern                                          | Philipp Ludwig I. von Hanau-Münzenberg (* 1553; † 1580) ⚭ Magdalena von Waldeck (* 1558; † 1599)                 | Philipp Ludwig I. von Hanau-Münzenberg (* 1553; † 1580) ⚭ Magdalena von Waldeck (* 1558; † 1599)                 | Wilhelm I. von Oranien-Nassau, der Schweiger (* 1533; † 1584) 3. ⚭ Charlotte von Bourbon-Montpensier (* 1546; † 1582) | Wilhelm I. von Oranien-Nassau, der Schweiger (* 1533; † 1584) 3. ⚭ Charlotte von Bourbon-Montpensier (* 1546; † 1582)      |                                                     |                                                     |
| Eltern                                              | Philipp Ludwig II. von Hanau-Münzenberg (* 1576; † 1612) ⚭ Katharina Belgica von Oranien-Nassau (* 1578; † 1648) | Philipp Ludwig II. von Hanau-Münzenberg (* 1576; † 1612) ⚭ Katharina Belgica von Oranien-Nassau (* 1578; † 1648) | Philipp Ludwig II. von Hanau-Münzenberg (* 1576; † 1612) ⚭ Katharina Belgica von Oranien-Nassau (* 1578; † 1648)      | Philipp Ludwig II. von Hanau-Münzenberg (* 1576; † 1612) ⚭ Katharina Belgica von Oranien-Nassau (* 1578; † 1648)           |                                                     |                                                     |
| Philipp Moritz                                      | | | | |                                                     |                                                     |

Zur Familie vgl. Hauptartikel: Hanau (Adelsgeschlecht)